# Trastorno del desarrollo neurológico
El trastorno del desarrollo neurológico es un trastorno mental. El uso más limitado para el término se refiere a un trastorno de la función cerebral que afecta a las emociones, la capacidad de aprendizaje, el autocontrol y la memoria, y que se desarrolla a medida que el individuo crece. Los trastornos del desarrollo neurológico tienden a durar toda la vida de una persona.

## Tipos
Los trastornos que se consideran de origen del desarrollo neurológico incluyen:

1. Discapacidad intelectual (ID) o discapacidad intelectual y del desarrollo (IDD), anteriormente llamada retardo mental.
2. Trastorno del espectro autista (TEA).
3. Trastorno por déficit de atención con hiperactividad (TDAH).
4. Trastornos motores, incluyendo el trastorno de coordinación del desarrollo y el trastorno de movimientos estereotípicos.
5. Trastornos de tics, que incluye el síndrome de Tourette.
6. Trastornos específicos del aprendizaje, como la Dislexia. 
7. Trastornos de la comunicación, incluyendo los trastornos del lenguaje como el trastorno del lenguaje expresivo. 
8. Trastornos genéticos, como el síndrome de X frágil, síndrome de Down, síndromes hipogonadótropos hipogonadales.
9. Lesión cerebral traumática (que incluye lesiones congénitas como las que causan parálisis cerebral).
10. Trastornos debidos a neurotóxicos como el trastorno del espectro alcohólico fetal o la enfermedad de Minamata, causada por el mercurio; trastornos del comportamiento, incluidos los trastornos de la conducta, etcétera, causados por otros metales pesados, como el plomo, cromo, platino, etcétera, o hidrocarburos como dioxinas, PBDE y PCBs; y medicamentos y drogas ilegales, como la cocaína y otros.

## Causas
El desarrollo del sistema nervioso, incluyendo el cerebro, es un proceso orquestado, regulado y codificado genéticamente con clara influencia del medio ambiente. Esto sugiere que cualquier desviación de este programa al principio de la vida puede resultar en un trastorno del desarrollo neuronal y dependiendo del tiempo específico, pueda conducir a una patología diferente más tarde en la vida. Debido a ello, existen muchas causas de los trastornos del desarrollo neurológico, que pueden ir desde la privación, las enfermedades genéticas y metabólicas hasta la inmunodeficiencia, enfermedades infecciosas, factores nutricionales, trauma físico y factores tóxicos y ambientales.
Algunos trastornos del desarrollo neurológico, como el autismo y otros trastornos generalizados del desarrollo, se consideran síndromes multifactoriales con muchas causas pero con manifestaciones más específicas del neurodesarrollo.

### Privación
La privación de atención social y emocional causa retrasos graves en el desarrollo cerebral y cognitivo. Estudios con niños en crecimiento de los orfanatos rumanos durante el régimen de Nicolae Ceauşescu revelan profundos efectos de la privación social y de la privación del lenguaje en el cerebro en desarrollo. Estos efectos dependen del tiempo. Cuanto más tiempo permanezcan los niños en una institución de atención negligente, mayor será el número de consecuencias. Por el contrario, la adopción a una edad temprana mitigó algunos de los efectos de la institucionalización anterior (psicología anormal).

### Trastornos genéticos

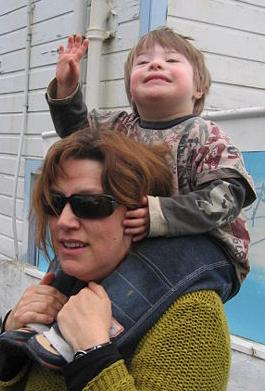
Un niño con síndrome de Down

Un ejemplo prominente de un trastorno del desarrollo neurológico determinado genéticamente es Trisomía 21, también conocida como síndrome de Down. Este trastorno generalmente resulta de un cromosoma 21 adicional, aunque en casos poco comunes está relacionado con otras anomalías cromosómicas como la translocación del material genético. Se caracteriza por estatura baja, pliegues epicánticos (párpados), huellas dactilares y palmares anormales, defectos cardíacos, tono muscular deficiente (retraso del desarrollo neurológico) y retraso mental (retraso del desarrollo intelectual).
Los trastornos del desarrollo neurológico determinados genéticamente menos conocidos incluyen el síndrome del cromosoma X frágil. El síndrome del cromosoma X frágil fue descrito por primera vez en 1943 por J.P. Martin y J. Bell, quienes estudiaron a personas con antecedentes familiares con "defectos mentales" relacionados con el sexo. El síndrome de Rett, otro trastorno ligado al cromosoma X, produce limitaciones funcionales graves. El síndrome de Williams es causado por pequeñas supresiones de material genético del cromosoma 7. El trastorno de Variante en el número de copias recurrente más común es el síndrome de supresión 22q11.2 (antes DiGeorge o síndrome velocardiofacial), seguido por el síndrome de Prader-Willi y el síndrome de Angelman.

### Disfunción en el sistema inmunitario
Las reacciones inmunitarias durante el embarazo, tanto de la madre como del niño en desarrollo, pueden producir trastornos del desarrollo neurológico. Una reacción inmune típica en bebés y niños es PANDAS o Trastornos Neuropsiquiátricos Autoinmunes Pediátricos Asociados con la Infección Estreptocócica. Otro trastorno es la corea de Sydenham, que produce más movimientos anormales del cuerpo y menos secuelas psicológicas. Ambas son reacciones inmunes contra el tejido cerebral que siguen a la infección por la bacteria Streptococcus. La susceptibilidad a estas enfermedades inmunológicas puede estar determinada genéticamente, por lo que a veces varios miembros de la familia pueden sufrir de una o ambas después de una epidemia de infección por Streptococcus.

### Enfermedades infecciosas
Las infecciones sistémicas pueden tener consecuencias en el desarrollo neurológico, cuando ocurren en la infancia y niñez de los seres humanos, pero no serían llamadas un trastorno primario del desarrollo neurológico per se, como por ejemplo, las infecciones por VIH de la cabeza y el cerebro, como los abscesos cerebrales, la meningitis o la encefalitis tienen un alto riesgo de causar problemas en el desarrollo neurológico y eventualmente un trastorno. Por ejemplo, el sarampión puede progresar a panencefalitis esclerosante subaguda.
Varias enfermedades infecciosas pueden transmitirse de forma congénita (antes o después del nacimiento) y pueden causar graves problemas de desarrollo neurológico, como por ejemplo los virus HSV, CMV, rubéola (síndrome de rubéola congénita), el virus Zika o bacterias como el Treponema pallidum en la sífilis congénita, que pueden progresar a la neurosífilis si no reciben tratamiento. Protozoos como Plasmodium o Toxoplasma que puede causar toxoplasmosis congénita con múltiples quistes en el cerebro y otros órganos, llevando a una variedad de déficits neurológicos. 
Algunos casos de esquizofrenia pueden estar relacionados con infecciones congénitas, aunque la mayoría son debido a causas desconocidas.

### Trastornos metabólicos
Los trastornos metabólicos, ya sea en la madre o en el niño, pueden causar trastornos del desarrollo neurológico. Dos ejemplos son la diabetes Mellitus (un trastorno multifactorial) y la fenilcetonuria (un error congénito del metabolismo). Muchas de estas enfermedades hereditarias pueden afectar directamente el metabolismo y el desarrollo neuronal del niño, pero con menos frecuencia pueden afectar indirectamente al niño durante la gestación. (Ver también teratología).
En un niño, la diabetes tipo 1 puede producir daños en el desarrollo neurológico por los efectos del exceso o insuficiencia de glucosa. Los problemas continúan y pueden empeorar a lo largo de la infancia si la diabetes no está bien controlada La diabetes tipo 2 puede estar precedida en su inicio por una alteración del funcionamiento cognitivo.
Un feto no diabético también puede estar sujeto a los efectos de la glucosa si su madre tiene diabetes gestacional no detectada. La diabetes materna causa un tamaño excesivo del feto al nacer, lo que dificulta el paso del bebé a través del canal de parto sin lesión o puede producir directamente insuficiencias prematuras en el desarrollo neurológico. Por lo general, los síntomas del desarrollo neurológico disminuirán en la niñez posterior.
La fenilcetonuria, también conocida como PKU, puede inducir problemas de desarrollo neurológico y los niños con fenilcetonuria requieren una dieta estricta para prevenir el retraso mental y otros trastornos. En la forma materna de la fenilcetonuria, la fenilalanina materna excesiva puede ser absorbida por el feto incluso si éste no ha heredado la enfermedad. Esto puede producir retraso mental además de otros trastornos.

### Nutrición
Los trastornos nutricionales y los déficits nutricionales pueden causar trastornos del desarrollo neurológico, como la espina bífida y la anencefalia, que rara vez se produce y ambos son defectos del tubo neural con malformación y disfunción del sistema nervioso y sus estructuras de soporte, lo que conduce a una discapacidad física grave y secuelas emocionales. La causa nutricional más común de los defectos del tubo neural es el déficit de ácido fólico en la madre, una vitamina B que generalmente se encuentra en frutas, verduras, granos enteros y productos lácteos. (Los defectos del tubo neural también son causados por medicamentos y otras causas ambientales, muchas de las cuales interfieren con el metabolismo del folato, por lo que se considera que tienen causas multifactoriales). Otra insuficiencia, es  la insuficiencia de yodo, produce un espectro de trastornos del desarrollo neurológico que van desde trastornos emocionales leves hasta retardo mental grave. (Ver también cretinismo).
Los excesos en la dieta materna e infantil también pueden causar trastornos, y los alimentos o suplementos alimenticios pueden resultar tóxicos en grandes cantidades. Por ejemplo, en 1973, K.L. Jones y D.W. Smith, de la Facultad de Medicina de la Universidad de Washington en Seattle, encontraron un patrón de "defectos craneofaciales, de extremidades y cardiovasculares asociados con la deficiencia de crecimiento prenatal y el retraso en el desarrollo" en niños de madres alcohólicas, ahora llamado síndrome de alcoholismo fetal, que se superpone a otros trastornos del desarrollo neurológico que no están relacionados en absoluto. Se ha descubierto que la suplementación de hierro en la fórmula para bebés puede estar relacionada con un coeficiente intelectual reducido y otros retrasos en el desarrollo neurológico.

### Traumatismo físico

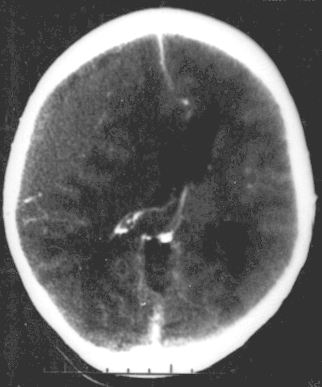
Tomografía computarizada que muestra un hematoma epidural, un tipo de traumatismo craneoencefálico (superior izquierdo)

El trauma cerebral en humanos en desarrollo es una causa común (más de 400.000 lesiones por año sólo en los Estados Unidos, sin información clara de cuántas producen secuelas en el desarrollo) de síndromes del desarrollo neuroógico. Se puede subdividir en dos categorías principales, lesiones congénitas (incluyendo lesiones que resultan de un nacimiento prematuro sin complicaciones) y lesiones que ocurren en la infancia o niñez. Las causas comunes de lesiones congénitas son la asfixia (obstrucción de la tráquea), la hipoxia (falta de oxígeno en el cerebro) y el traumatismo mecánico del propio proceso del parto.

## Diagnóstico
Tradicionalmente, las anomalías genéticas en los trastornos del desarrollo neurológico se detectaron mediante el análisis de cariotipo, que determinó el 5 % de los trastornos relevantes. A partir de 2017, el análisis de microarrays cromosómicos (AMC) ha sustituido al cariotipo, debido a su mayor rendimiento diagnóstico en aproximadamente en el 20% de los casos, detectando anomalías cromosómicas menores. Es la primera línea en el estudio del genoma.
Las nuevas descripciones incluyen el término Variantes en el número de copias (VNC), que son pérdidas o ganancias de regiones cromosómicas de más de 1 kb de longitud. Las VNC se mencionan con la banda o bandas cromosómicas a las que pertenecen y las coordenadas de su secuencia genómica. Las VNC pueden ser o no recurrentes.
Con CMA los costos de las pruebas han aumentado de 800 dólares a 1500 dólares. Las directrices del American College of Medical Genetics and Genomics y de la American Academy of Pediatrics recomiendan la AMC como estándar de atención en los Estados Unidos.

### Definición
Los trastornos del desarrollo neurológico son deficiencias del crecimiento y desarrollo del cerebro o del sistema nervioso central. El uso más limitado del término se refiere a un trastorno de la función cerebral que afecta las emociones, la capacidad de aprendizaje, el autocontrol y la memoria, que se desarrolla a medida que un individuo se desarrolla y crece. 
El término a veces se utiliza erróneamente como sinónimo exclusivo de trastornos del espectro autista.

## Consecuencias
Los trastornos del desarrollo neurológico se asocian en su multitud con grados muy diversos de dificultad, dependiendo de cuáles sean los diferentes grados de consecuencias mentales, emocionales, físicas y económicas para los individuos, y a su vez, para las familias, los grupos y la sociedad.